# Parlamento Jovem Minas
O Parlamento Jovem Minas, conhecido também como PJ ou PJ Minas, é um projeto de formação política, cívica e social de âmbito estadual com foco nos estudantes do ensino médio do estado de Minas Gerais, a fim de promover a convivência de jovens em ambientes de tomada de decisões políticas, elucidar o funcionamento de uma câmara legislativa e de promover discussões sobre temas socialmente importantes. O programa se realiza pela parceria entre a Assembleia Legislativa de Minas Gerais ( ALMG ), a Escola do Legislativo ( ELE ) e as diversas cidades mineiras cujas câmaras municipais tenham aprovado a entrada da cidade no projeto. O projeto em 2019 era composto por mais de 100 cidades e 18 polos regionais. Nos anos de 2020 e 2021, em decorrência da pandemia de Covid-19, o projeto não foi realizado. Caso tivesse sido concretizado no ano de 2020, o tema abordado seria " ambiente e desenvolvimento sustentável ".

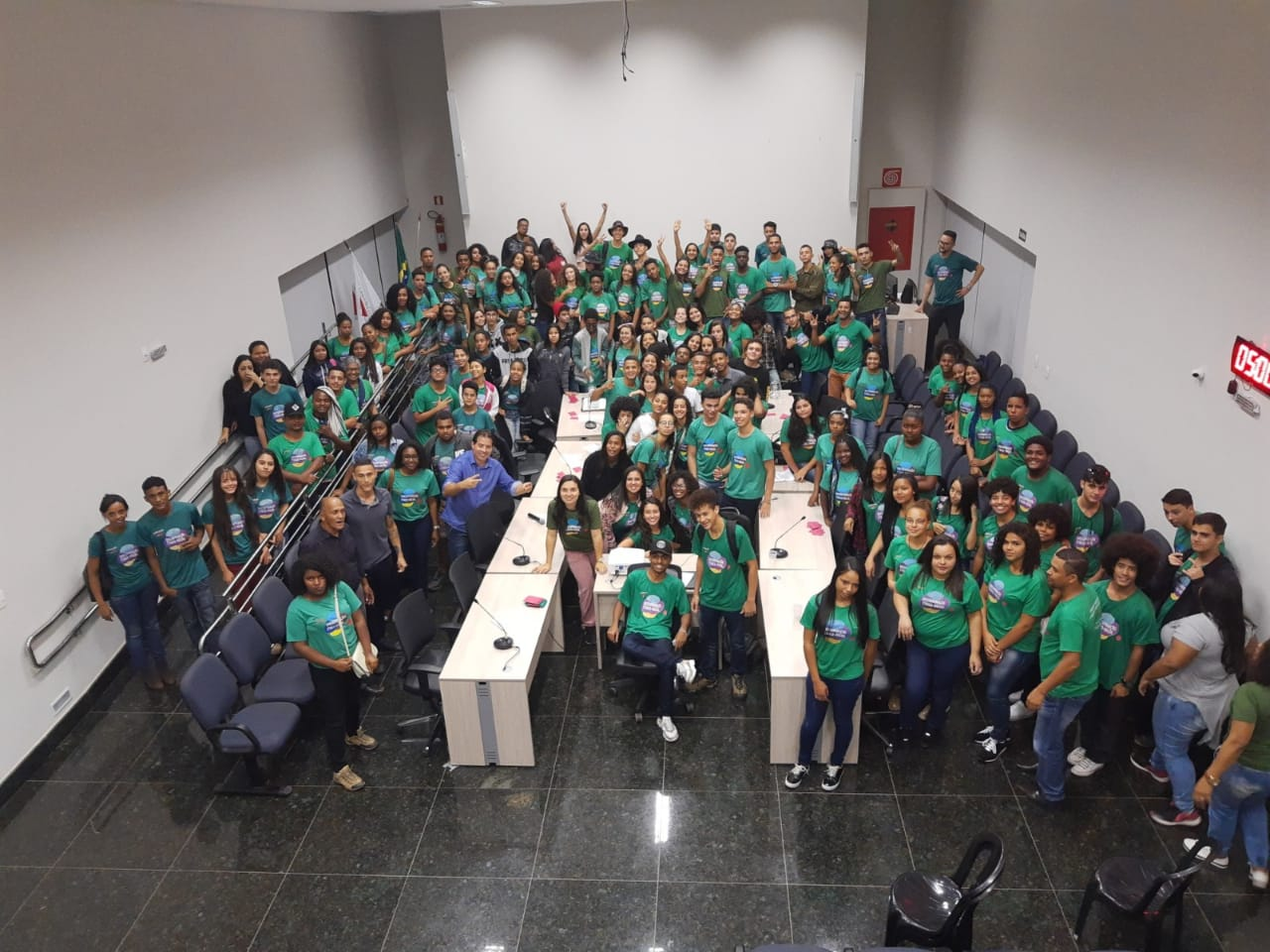
Membros do Parlamento Jovem Minas em 2019, na cidade de Conceição do Mato Dentro

A estrutura funcional divide-se em três etapas: a municipal, a regional e a estadual. Na primeira há a pesquisa sobre o subtema problema e a elaboração de propostas para resolvê-lo; na regional há o estudo sobre o documento das propostas criadas, onde debate-se e vota-se para decidir quais irão passar para a última etapa; na estadual, que ocorre na ALGM, como sendo a última, há a aprovação via voto das propostas em definitivo. O documento final das propostas é entregue à Comissão de Participação Popular, onde serão analisadas e poderão se tornar PL's, projetos de lei. A força matriz de todo o projeto, em todas as três etapas em que ele se divide, é os estudantes.